# Jeremy Welsh
Jeremy Welsh (ur. 30 kwietnia 1988 w Bayfield, Ontario) – kanadyjski hokeista.

## Kariera
- Huron Perth Lakers U16 AAA (2003-2005)
- Waterloo Siskins (2005-2007)
- Oakville Blades (2007-2009)
- Union Dutchmen (2009-2012)
- Carolina Hurricanes (2012, 2013)
- Charlotte Checkers (2012-2013)
- Vancouver Canucks (2013)
- Utica Comets (2013-2014)
- Chicago Wolves (2014-2016)
- St. Louis Blues (2015)
- Fischtown Pinguins Bremerhaven (2016-2017)
- Düsseldorfer EG (2017-2018)
- HC Pardubice (2018)
- Grizzlys Wolfsburg (2018-2019)
- Krefeld Pinguine (2019-2020)
- Cracovia (2020-2021)
- Nottingham Panthers (2021-)

Wychowanek Huron Perth Lakers. Grał w kanadyjskich ligach Mid-Western Junior Hockey League (MWJHL), Ontario Junior Hockey League (OPJHL). Następnie od 2009 przez trzy lata był zawodnikiem amerykańskiej drużyny Union College z Schenectady, występującej w akademickiej lidze  NCAA. W kwietniu 2012 podpisał kontrakt wstępujący z klubem NHL, Carolina Hurricanes. We wrześniu tego roku przedłużył tam umowę o dwa lata. Głównie grał jednak w zespole farmerskim, Charlotte Checkers, w lidze AHL. We wrześniu 2013 został przetransferowany do Vancouver Canucks, a stamtąd w lipcu 2014 do St. Louis Blues, gdzie w połowie 2015 przedłużył kontrakt o rok. Przez dwa sezony grał jednak przede wszystkim w podległej drużynie Chicago Wolves w AHL. W sierpniu 2016 został graczem niemieckiej drużyny Fischtown Pinguins Bremerhaven w rozgrywkach DEL. W maju 2017 przeszedł do Düsseldorfer EG w tej samej lidze. Od drugiej połowy listopada 2018 był hokeistą czeskiego zespołu HC Pardubice, po czym 10 grudnia tego roku ogłoszono jego zakontraktowanie do niemieckiego Grizzlys Wolfsburg. W maju 2019 podpisał kontrakt z innym niemieckim zespołem, Krefeld Pinguine, a w sierpniu 2020 odszedł z jego składu. W połowie grudnia 2020 został hokeistą Cracovii w rozgrywkach Polskiej Hokej Ligi. W czerwcu 2021 został zakontraktowany przez angielski klub Nottingham Panthers.

## Sukcesy
Klubowe
- Złoty medal NCAA (ECAC): 2012 z Union College
- Srebrny medal mistrzostw Polski: 2021 z Cracovią

Indywidualne
- Royal Bank Cup: najlepszy napastnik turnieju[14]
- OJHL (Dywizja Mackinnona) 2008/2009: najbardziej dżentelmeński zawodnik
- NCAA (ECAC) 2010/2011:
  - Trzeci skład gwiazd
- NCAA (ECAC) 2011/2012:
  - Drugi skład gwiazd
  - Drugi skład gwiazd Amerykanów
  - Skład gwiazd wszystkich turniejów ECAC Hockey
  - Najwybitniejszy zawodnik ECAC Hockey Tournament